# Ingrid Matthäus-Maier

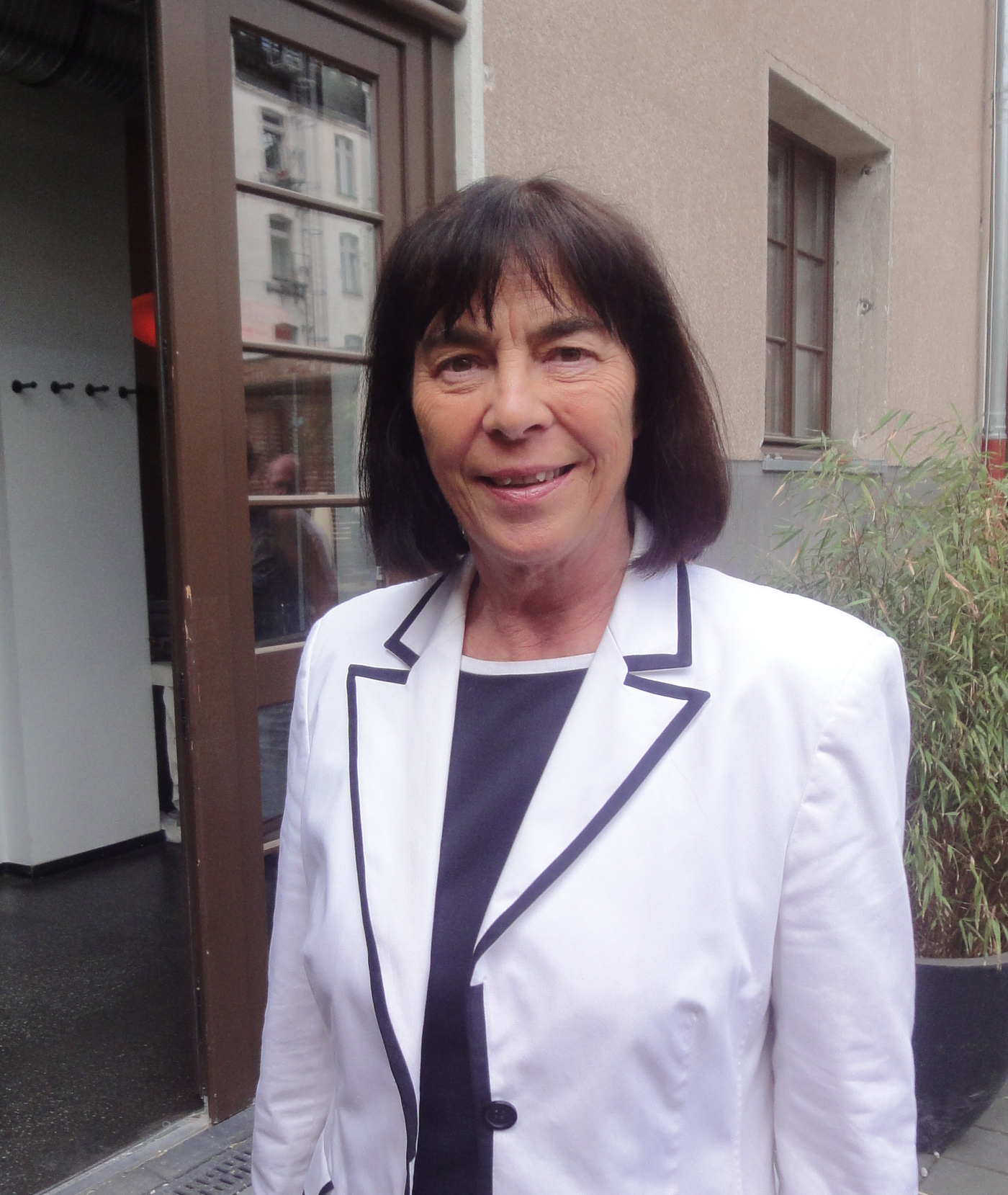
Ingrid Matthäus-Maier, 2012

Ingrid Matthäus-Maier, geb. Matthäus (* 9. September 1945 in Werlte, Emsland), ist eine deutsche Juristin, ehemalige Politikerin (SPD, früher FDP) und Bankmanagerin.
Als Mitglied des Deutschen Bundestags gehörte sie in den Jahren 1976 bis 1982 der FDP- und von 1983 bis 1999 der SPD-Fraktion an. Von 1979 bis 1982 war sie Vorsitzende des Finanzausschusses und von 1988 bis 1999 stellvertretende Vorsitzende der SPD-Bundestagsfraktion. Ab 1999 war sie Mitglied und von 2006 bis 2008 Vorsitzende des Vorstandes der KfW-Bankengruppe. Damit war sie die erste Frau an der Spitze einer deutschen Großbank.

## Studium und Beruf

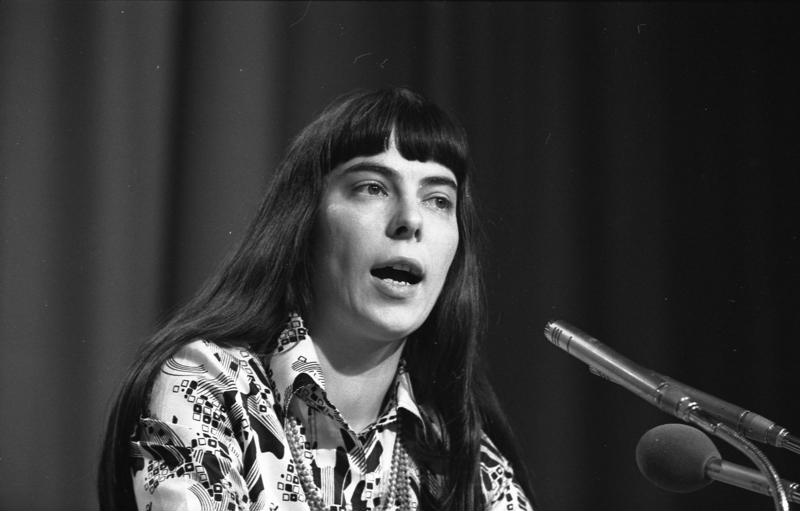
Ingrid Matthäus-Maier, 1975

In der Kindheit wohnte Matthäus-Maier in Mülheim an der Ruhr. Nach dem Abitur im Jahr 1965 in Duisburg wurde sie von der Studienstiftung des deutschen Volkes gefördert und absolvierte ein Studium der Rechtswissenschaft in Gießen und Münster, welches sie mit dem ersten Staatsexamen beendete. Nach ihrem zweiten Staatsexamen war sie bis 1976 als Verwaltungsrichterin in Münster tätig. Ingrid Matthäus-Maier engagierte sich zunächst in der Bürgerrechtsorganisation Humanistische Union (HU). Während ihrer Studienzeit in Münster war sie aktiv in der Studentengruppe der HU (HSG Münster).

## Politische Karriere
Im Jahr 1969 trat sie in die Jungdemokraten und die FDP ein. 1972 wurde Ingrid Matthäus-Maier Bundesvorsitzende der Jungdemokraten (sie war erste weibliche Vorsitzende eines deutschen politischen Jugendverbandes) und war von da bis zu ihrem Rücktritt 1982 Mitglied im Bundesvorstand der FDP.
Sie war maßgeblich an der Formulierung des FDP-Kirchenpapiers „Freie Kirche im Freien Staat“ beteiligt, das am 1. Oktober 1974 auf dem 25. FDP-Bundesparteitag in Hamburg verabschiedet wurde. Es bestand aus einer Präambel und 13 Thesen, die eine Neuregelung des Verhältnisses von Staat und Kirche im Sinne einer strikten Trennung beider voneinander vorsahen, so unter anderem die Abschaffung des Status einer Körperschaft des öffentlichen Rechts für die Kirchen, die Ersetzung der Kirchensteuer durch ein kircheneigenes Beitragssystem, Ablösung sämtlicher exklusiver Staatsleistungen an die Kirchen und die Aufhebung der bestehenden Staatskirchenverträge und Konkordate. Damit wurde erstmals seit Bestehen der Bundesrepublik von einer regierungsverantwortlichen Partei das etablierte Staatskirchensystem offen problematisiert.

### Bundestag
Ingrid Matthäus-Maier wurde bei der Bundestagswahl am 3. Oktober 1976 erstmals in den Deutschen Bundestag gewählt (8. Wahlperiode). Hier war sie ab November 1979 Vorsitzende des Finanzausschusses. Damals regierte eine sozial-liberale Koalition unter Helmut Schmidt (Kanzler seit Mai 1974); die FDP-Politik wurde damals maßgeblich geprägt von den FDP-Ministern im Kabinett Schmidt II (Hans-Dietrich Genscher, Werner Maihofer, Gerhart Baum, Hans Friderichs und Otto Graf Lambsdorff).
Als es im Herbst 1982 zur so genannten Wende kam und die FDP einen Koalitionswechsel von der SPD zur CDU/CSU vollzog, verließ Ingrid Matthäus-Maier, die für den Erhalt der sozial-liberalen Koalition eingetreten war, am 9. November 1982 die FDP-Bundestagsfraktion und legte auch den Vorsitz des Finanzausschusses nieder. Am 2. Dezember 1982 trat sie in die SPD ein und schied durch Niederlegung ihres Mandats aus dem Bundestag aus.
Matthäus-Maier zog bei der vorgezogenen Bundestagswahl vom 6. März 1983 über die Landesliste Nordrhein-Westfalen erneut in den Bundestag ein. Von 1988 bis 1999 war sie finanzpolitische Sprecherin sowie eine der stellvertretenden Vorsitzenden der SPD-Bundestagsfraktion. Im Jahr 1988 wurde sie Vorsitzende des Untersuchungsausschusses „Transnuklear“ und leitete damit als erste Frau einen Untersuchungsausschuss.
Von 1995 bis 1999 war sie auch Mitglied im SPD-Bundesvorstand. Am 13. November 1998 kommentierte die SPD-Politikerin im Bundestag in einer Rede, dass der CDU-Politiker Matthias Wissmann „ja ein ausgewiesener Spezialist für das partnerschaftliche Zusammenleben von Mann und Frau“ sei. Dies wurde von vielen als Outing aufgefasst und gab Anlass zu kritischer Diskussion über Zulässigkeit und Grenzen von Fremd-Outings. Am 1. Juli 1999 – inzwischen regierte eine rot-grüne Koalition unter Gerhard Schröder – legte sie ihr Bundestagsmandat nieder und schied somit aus dem Bundestag aus.
Matthäus-Maier ist eine der Protagonistinnen in dem Dokumentarfilm Die Unbeugsamen (2020) über die Rolle der Frauen in der Bonner Republik.

## Vorstandsmitglied KfW
Von 1999 bis 2008 war sie Mitglied im Vorstand der Kreditanstalt für Wiederaufbau (KfW). Am 9. Dezember 2005 wurde sie zur Vorstandssprecherin der KfW-Bankengruppe gewählt und übernahm das Amt am 1. Oktober 2006 als Nachfolgerin von Hans Reich. Damit wurde sie zur ersten Frau an der Spitze einer deutschen Großbank.
Ausgelöst durch die Finanzkrise ab 2007 musste die KfW als Großaktionär der IKB-Bank diese mehrfach mit Zahlungen in Milliardenhöhe stützen, nachdem die IKB sich mit dubiosen Immobilien-Geschäften verspekuliert hatte. Matthäus-Maier wurde daraufhin von Politikern und Journalisten kritisiert. Am 7. April 2008 trat sie, ein Jahr vor Ende ihres Vertrages, von ihrem Posten als Vorstandssprecherin bei der KfW zurück, nach offiziellen Angaben aus gesundheitlichen Gründen. Davon abweichend bewerteten Medienberichte ihren von Politikern kontrovers kommentierten Rücktritt als Folge der „Fast-Pleite der IKB-Bank“.

## Politische Positionen

### Deutsche Einheit
Mitte Januar 1990 war Matthäus-Maier die erste Politikerin, die die Einführung der D-Mark in der damaligen DDR und damit eine Währungsunion der beiden deutschen Staaten ins Spiel brachte und damit die Währungs-, Wirtschafts- und Sozialunion mit der DDR einleitete. Damit handelte sie im Alleingang und nicht in Abstimmung mit der Parteispitze. Ihren Vorschlag griff die Bundesregierung schließlich auf und präsentierte ihn am 6. Februar 1990 der Öffentlichkeit.

### Grundrechte und Trennung von Politik und Religion
Ingrid Matthäus-Maier meldet sich regelmäßig zu Fragen der Grundrechte im Zusammenhang mit der Trennung von Politik und Religion zu Wort. Zuletzt im Jahr 2019 in dem Sammelbandbeitrag „Staatskirche oder Rechtsstaat? Was ich von einem weltanschaulich-religiös neutralen Staat erwarte: Zwanzig notwendige Korrekturen“, in dem sie ein breites Themenspektrum vom kirchlichen Arbeitsrecht über den staatlichen Einzug der Kirchensteuer, Staatsleistungen, Religionsunterricht, Informationen zu Schwangerschaftsabbrüchen, staatliche Ermittlungsmaßnahmen bei Kindesmissbrauch bis hin zur Kriminalisierung der Sterbehilfe vortrug.
Sie bringt ihre Positionen bei öffentlichen Diskussionen ein, u. a. 2019 zum Thema „Plurale Gesellschaft und staatliche Neutralität“ bei der Jahrestagung der deutschen Sektion der Juristen-Kommission.

### Religiöse Verkündigung im öffentlich-rechtlichen Rundfunk
Als Mitglied im WDR-Rundfunkrat kritisiert sie die Regelung im Rundfunkstaatsvertrag zur Förderung der religiösen Verkündigung. So werden vom WDR jährlich über 1700 Verkündigungssendungen im Rundfunk und Fernsehen produziert und veröffentlicht. Sie legte offen, dass diese Sendungen allein im WDR Fernsehen im Jahr 2017 rund 600.000 Euro kosteten. Davon entfielen 75.000 Euro auf die 20 Ausgaben des Wortes zum Sonntag, die der WDR produziert.

### Kampagne „Gegen religiöse Diskriminierung am Arbeitsplatz – GerDiA“
Sie ist seit 2012 Sprecherin der Kampagne Gegen religiöse Diskriminierung am Arbeitsplatz – GerDiA, mit der dem Grundrecht der Religions- und Weltanschauungsfreiheit und den europäischen Antidiskriminierungsbestimmungen in allen öffentlich finanzierten Sozialeinrichtungen zum Durchbruch verholfen werden soll. Zum Ansatz der Kampagne sagt sie: „Es ist überhaupt nicht einzusehen, warum für Caritas und Diakonie andere Bestimmungen gelten sollten als für die Arbeiterwohlfahrt“. 2019 kommentierte sie das „Chefarzt-Urteil“ des EuGH als den Anfang vom Ende des kirchlichen Arbeitsrechts und schlug Bund und Ländern rechtspolitische Reformen vor.

### Sterbehilfe
Matthäus-Maier wandte sich gegen ein Verbot der geschäftsmäßigen Förderung des Suizids in Form des im Jahr 2015 vom Bundestag eingeführten § 217 StGB. Zu dem Motto „Mein Ende gehört mir“ der zivilgesellschaftlichen Kampagne Für das Recht auf Letzte Hilfe schrieb sie einen FAZ-Artikel und stellte zehn Leitsätze humanistischer Organisationen im Haus der Bundespressekonferenz vor. Das Gesetz hielt sie „nicht nur für verfassungswidrig, sondern auch für zutiefst inhuman“. Im Februar 2020 erklärte das Bundesverfassungsgericht § 217 StGB für verfassungswidrig.

### Säkularer SPD-Arbeitskreis
Seit 2010 war sie Mitgründerin und Unterstützerin einer säkularen Interessensvereinigung in der SPD, die im Jahr 2022 als Arbeitskreis Säkularität und Humanismus in der SPD vom Parteivorstand anerkannt wurde.

## Familie
Ingrid Matthäus-Maier ist mit dem Mathematiker Robert Maier verheiratet, hat zwei Kinder und lebt im Sankt Augustiner Stadtteil Birlinghoven. Ihr Sohn Robert Maier, der als Start-Up-Unternehmer arbeitet, kündigte am 5. August 2019 eine Kandidatur für den SPD-Vorsitz an, erhielt jedoch nicht die nötige Unterstützung für eine Nominierung.

## Auszeichnungen
- Goldenes Mikrophon 1989 als Rednerin des Jahres 1988[27]
- Cicero-Rednerpreis 1998
- Ludwig-Feuerbach-Preis des Bundes für Geistesfreiheit Augsburg 2016[28]

## Tätigkeiten
- Bis Dezember 2020 Vorsitzende des Kuratoriums der Friedrich-Ebert-Stiftung[29][30]
- Mitglied im Rundfunkrat des Westdeutschen Rundfunks Köln AöR[31]
- Schatzmeisterin der Vereinigung ehemaliger Mitglieder des Deutschen Bundestages und des Europäischen Parlaments e. V.[32]
- Beiratsmitglied der Giordano-Bruno-Stiftung[33]
- Mitgründerin und Beirätin des Instituts für Weltanschauungsrecht (ifw)[34]
- Mitglied im Verbandsrat des Deutschen Verbandes für Wohnungswesen, Städtebau und Raumordnung e. V.
- Sprecherin der Kampagne „Gegen religiöse Diskriminierung am Arbeitsplatz – GerDiA“[35]
- Stellvertretende Vorsitzende des Kuratoriums von CARE Deutschland[36]
- Mitglied des Beirats der Friedrich-Naumann-Stiftung von 1981 bis 1982